# 袁正中
袁正中（1936年9月—2024年7月22日），男，江苏启东人，中华人民共和国政治人物。大连工学院化工机械系毕业，研究生学历，高级工程师。曾任广西壮族自治区人民政府常务副主席，西安市市长等职。

## 生平
1954年9月，袁正中考入大连工学院（今大连理工大学）化工机械系学习；毕业后，留校任教。1966年2月加入中国共产党。1969年，调轻工业部下属西安造纸机械厂工作。此后，袁在这家国营工厂工作14年；历任副科长、科长，研究室主任，副厂长、代厂长。1983年，出任陕西省轻工业厅厅长；1984年11月，任中共西安市委副书记、市长；1990年，调任广西壮族自治区政府副主席；1992年，当选自治区党委常委，任自治区政府常务副主席；1998年1月，当选广西壮族自治区第八届政协常务副主席。2002年退休。
2024年7月22日，袁正中因病于南宁逝世，享年88岁。